# 赤木恭平
赤木 恭平（あかぎ きょうへい、1931年（昭和6年） - ）は、日本の実業家で、スポーツ団体役員。世界のボウリング普及活動が認められて、2002年より日本オリンピック委員会名誉委員になる。岡山県高梁市出身。

## 経歴

### 生い立ち
地元の岡山県立高梁高等学校に進み、1950年（昭和25年）に卒業後、上京して早稲田大学法学部に進学した。早稲田大学法学部を卒業後、サラリーマン生活を経てから一念発起して起業。知人の誘いで1971年から全日本ボウリング協会（1964年設立）を財団法人化する活動に協力するようになった。認可を得てからも自身の会社を経営するかたわら協会の運営に携わり、1995年から16年にわたり会長を務め上げると同時に、世界ボウリング連盟の会長（1995年 - 1998年）として力を尽くしてきた。

### 世界へのボウリング普及活動
スポーツとしてのボウリングの普及に尽力したことが認められ。1999年には世界ボウリング連盟終身名誉会長に就任するなど国際舞台においても活躍。2002年には日本及びアジア地 域をはじめ世界各地のボウリングの普及・振興のほか、スポーツ全般の普及にも尽力した功績が称えられ国際オリンピック委員会（IOC）よりIOCオリンピック・オーダーを受章。2003年には日本国政府より勲四等瑞宝章を受章。ワールドゲームズにおいては1998年に日本ワールドゲームズ協会の理事に就任、2018年6月より現職。日本オリンピック委員会名誉委員、日本健康スポーツ連盟副理事長、九州医療スポーツ専門学校学校長を務める。